# La pareja bailando
La pareja bailando es una pintura al óleo sobre lienzo creada por Jan Steen en 1663. Representa una bulliciosa ocasión de fiesta con una pareja de baile en el centro.  Esta pintura es parte de la Colección Widener, que actualmente reside en la Galería Nacional de Arte en Washington D. C.  El escenario de la pintura es una kermis, que era un día de feria local con comidas y baile familiares muy popular entre los siglos XVI y XVIII, a la que hacen referencia numerosas obras de arte holandesas,  ya que las kermises eran extremadamente populares en la tradición pictórica de Bruegel el Viejo.  La pareja bailando representa ese entorno inspirado en la clase trabajadora rural holandesa, que presenta de manera realista el mundo y valores rurales y campesinos preindustriales.

## Descripción
Jan Steen representa una escena que resalta una amplia variedad de estados de ánimo y actividades, que en conjunto crean un ambiente energético.  Hay más de una docena de figuras en esta pintura horizontal, todas las cuales se divierten.  La mayoría de ellas van vestidas en tonos de gris, verde y negro.  Enredaderas de color verde grisáceo y amarillo cuelgan de una pérgola ocupando la parte superior de la obra, dándole profundidad visual. Al fondo, al otro lado de la valla del cenador, hay dos hombres y una mujer conversando.  Una niña se ha apartado del grupo para hablar desde la cerca con un niño del interior.  Una mujer con una blusa de color amarillo verdoso y falda gris está sentada en primer plano a la izquierda, con su hijo pequeño de pie sobre sus rodillas, animándolo contenta a que se mueva con la música. Detrás de ellos se sienta una joven que bebe vino de una copa, mientras un hombre le acaricia la barbilla mientras sonríe.  Ella lleva un vestido negro con ribetes blancos y él una camisola marrón con cuello blanco. Detrás de los abuelos que comen en la mesa hay dos parejas de pie hablando y riendo juntas y tres hombres parados mirando a la pareja que sale a bailar en el centro, dos de ellos al fondo desde la ventana de la casa.  En el espacio central ante la mesa, la joven lleva un vestido rosa salmón y el hombre que la saca a bailar viste tonos marrones y negros.  En primer plano a la derecha un hombre se sienta junto a su esposa e hijo sosteniendo una copa de vino y, mientras sigue el ritmo con un pie, mira con lujuria a la joven de rosa.  Arriba, apoyados con indolencia sobre la pérgola, dos chicos tocan uno de pie el violín y el otro sentado la flauta.

## Contexto histórico
La kermis era una feria holandesa, un importante evento cultural y reunión social para el pueblo de los Países Bajos hasta el siglo XVIII, y habitualmente representada en la pintura.  Este festival era un período en el que la gente tenía oportunidad de socializar.  Esta tradición comenzó como una reunión social de los campesinos durante el siglo XIV en la temporada de la cosecha.  Con el crecimiento de la clase trabajadora rural, la kermis ganó popularidad y se volvió más común como escenario de obras de arte.  Artistas como Jan Steen solían pintar kermis y el estilo de vida de la clase media,  ya que permitía a los artistas la oportunidad de mostrar expresiones emocionales en sus sujetos. 

### Popularidad de los temas campesinos en el arte holandés delsigloXVII
Los temas campesinos se volvieron increíblemente populares en el arte holandés del siglo XVII componiendo escenas de género, que mostraban la vida cotidiana de las clases más humildes.  Numerosos artistas los pintaron durante la Edad de Oro holandesa, que fue un período de relativa paz y prosperidad. Centrar sus pinturas en estos escenarios destacó un período próspero de su historia.   Este fue un cambio en el arte tradicional holandés, ya que los artistas se centraron más en el estilo de vida rural realista y el valor del pueblo holandés.   Era popular entre los holandeses coleccionar pinturas que mostraban sus valores, creencias y actividades diarias, como las representadas en La pareja bailando.   Algunas de las actividades que se muestran en estas obras de arte son cocinar, limpiar, bordar, hablar, cenas familiares, la vida en la granja y los niños jugando.   Los temas campesinos en las pinturas holandesas ganaron popularidad debido a que eran una nueva perspectiva de la vida cotidiana de los ciudadanos, en contraposición a la representación de los estilos de vida ricos y de clase alta más rígidos.   Aportó un aspecto de realismo y realidad al arte holandés.   La pareja de baile es un ejemplo de cuán prevalente era el tema campesino en el arte holandés.  Los temas campesinos eran importantes para la gente común de los Países Bajos ya que este estilo reflejaba sus tradiciones, cultura y estilo de vida, como se muestra en La pareja bailando.  

### Jan Steen
Jan Steen fue un artista de renombre durante el Siglo de Oro holandés.  Durante esta época en los Países Bajos, hubo un período de gran crecimiento económico y cultural.  Cuando creó La pareja bailando, Jan Steen ya era muy conocido dentro de la comunidad pictórica.  A los 37 años, su reputación creció debido a su afinidad por escenas de género como La pareja bailando. 

## Iconografía
Las obras de arte holandesas del siglo XVII, como La pareja bailando de Jan Steen, son conocidas por la iconografía que presentan y que refleja las cualidades políticas, sociales y culturales del pueblo holandés.   La pareja de baile es una de las muchas obras de arte holandés del siglo XVII que refleja el estilo de vida de la gente común.  Pinturas como esta a menudo contenían símbolos que transmiten además un mensaje moral al espectador. Ejemplos de estos símbolos son las flores, los pájaros y otros animales representando creencias morales y religiosas.  En La pareja bailando, un ejemplo es el cubo de flores caído en la parte inferior del cuadro.  Las flores caídas suelen sugerir una ausencia de moral o una pérdida de la inocencia. Un ejemplo de este mensaje se muestra a través del consumo de alcohol y el coqueteo que se ve a la izquierda tras la mesa.  Otro símbolo es la jaula de mimbre con pájaros colgando de la pérgola o la canasta con una gallina que lleva en la cabeza un vecino que se asoma sonriente en la cerca, mientras las cáscaras de huevo en el suelo simbolizan la fragilidad de la vida y el placer.  

## Los cinco sentidos
Jan Steen es comúnmente conocido por presentar los cinco sentidos humanos: oído, vista, tacto, gusto y olfato. Sus obras de arte ofrecen una amplia variedad de estados de ánimo.  Esta no era una característica fácil de representar en una obra de arte, ya que requería que el artista se concentrara en los detalles más pequeños de sus sujetos. Steen representa en la obra los cinco sentidos para dar a sus sujetos una representación más humana,   agregando más contexto y detalles a su obra  al centrarse en los cinco sentidos.  La incorporación de esta técnica ayuda al espectador a comprender mejor la imagen y aporta vida y características a las pinturas de Steen.  Esta técnica también ayudó a mostrar un sentido de humanidad que difiere de otras pinturas de este período. 

### Vista
La vista se muestra a lo largo de la pintura. Las expresiones faciales de las personas muestran que se están divirtiendo. La vista se encarna  en la representación mostrando que bailan y pasan un rato agradable entre ellos. 

### Sonido
El sonido es un sentido interesante de mostrar en una pintura, ya que es menos sencillo. A diferencia de la vista, el sonido requiere que el espectador utilice el contexto de la obra. El sonido se materializa mostrando que se toca música con flauta y un violín   y los pasos de la gente bailando y golpeando mientras suena la música.  

### Tacto
El elemento del tacto se muestra a través del material de las ropas.  Muchas de las mujeres están pintadas vistiendo un material de algodón sedoso.  El tacto también se muestra en la madera de los instrumentos y las sillas. El tacto se materializa cuando las personas se juntan y toman la mano de sus amigos y vecinos mientras bailan.  Las mujeres sostienen copas de vino y niños, mientras que los hombres sostienen copas de vino y pipas.  

### Gusto
El gusto es otro elemento que requiere de los demás sentidos para comprender el contexto de la imagen. Hay comida sobre la mesa  y una barrica de vino en el suelo de la que bebe la gente para acompañar sus comidas. 

### Olfato
La obra muestra a personas bebiendo vino.  Se encuentran en un ambiente al aire libre donde se muestran flores esparcidas por el suelo, enredaderas floridas entre los paneles de madera y comida recién hecha servida en la mesa. También se fuma tabaco. 